# Burkina Faso ved sommer-OL 2016
Burkina Faso deltog ved Sommer-OL 2016 i Rio de Janeiro som blev arrangeret i perioden 5. august til 21. august 2012. 

## Medaljer
| 2016 Rio de Janeiro, | Guld | Sølv | Bronze | Total |
| Burkina Faso         | 0    | 0    | 0      | 0     |